# Hòa Liên
Hòa Liên là một xã thuộc huyện Hòa Vang, thành phố Đà Nẵng, Việt Nam.
Xã Hòa Liên có diện tích 39,5 km², dân số năm 2018 là 13.990 người, mật độ dân số đạt 354 người/km².

## Lịch sử
Năm 1981, một phần diện tích và dân số của xã Hòa Liên (cũ), lúc này thuộc huyện Hòa Vang, tỉnh Quảng Nam-Đà Nẵng, được tách ra để thành lập xã Hòa Bắc.